# 上贊貝澤
11°54′21″S 22°55′18″E / 11.90583°S 22.92167°E
上贊貝澤（Alto Zambeze），是安哥拉的城鎮，位於該國東部，由莫希科省負責管轄，北鄰剛果民主共和國，面積48平方公里，2014年人口100,476，人口密度每平方公里2人。